# Chi Nữ lang
Chi Nữ lang (danh pháp khoa học: Valeriana) là một chi của thực vật có hoa trong họ Nữ lang (Valerianaceae). Nó bao gồm một số loài cây với tên gọi chung là nữ lang, trong đó loài được biết đến nhiều nhất là nữ lang thuốc (Valeriana officinalis). Một số loài có nguồn gốc từ châu Âu, số còn lại ở Bắc Mỹ. Chúng thông thường được sử dụng để làm thuốc có tác dụng an thần, dễ ngủ.

## Hình ảnh

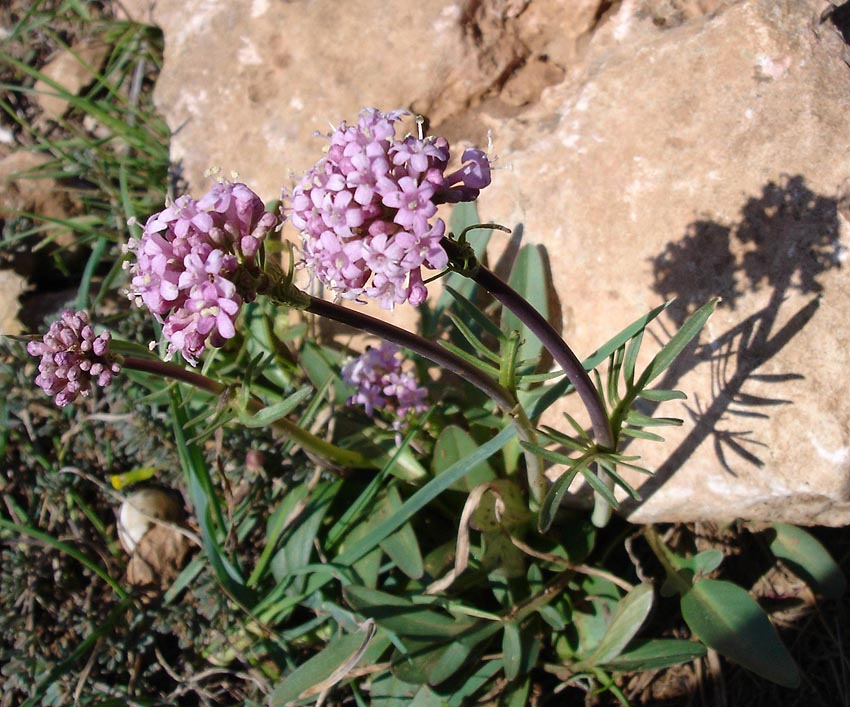
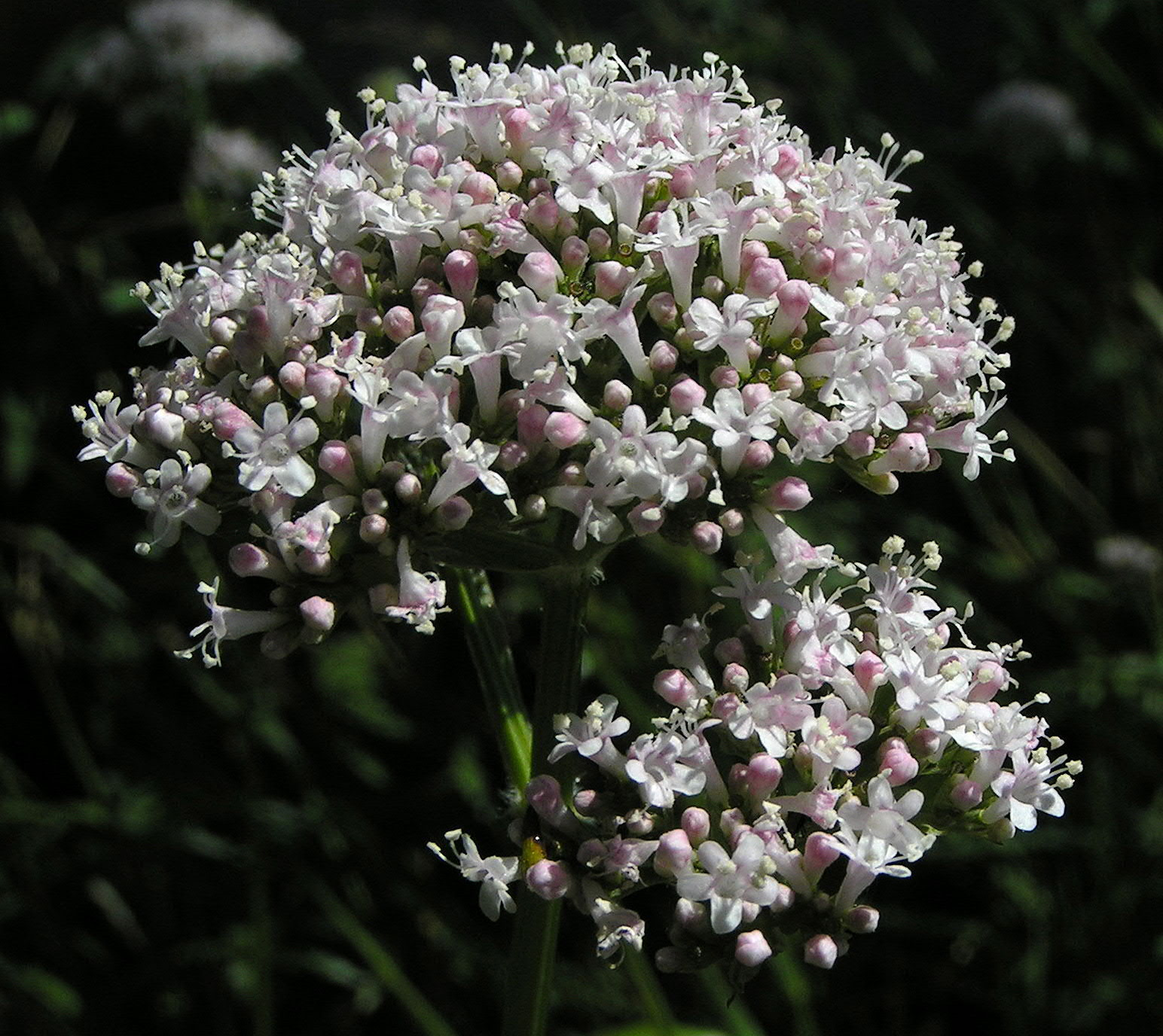
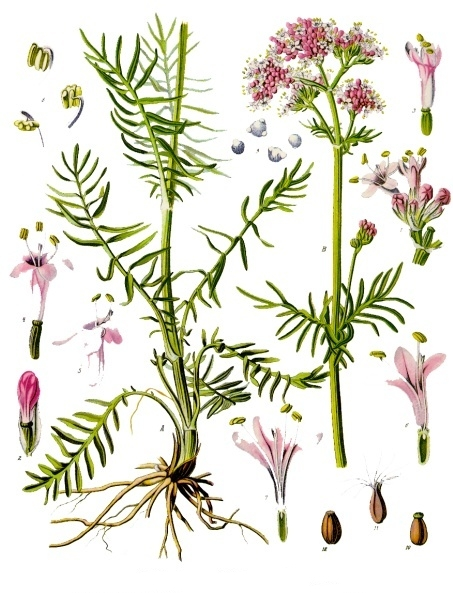
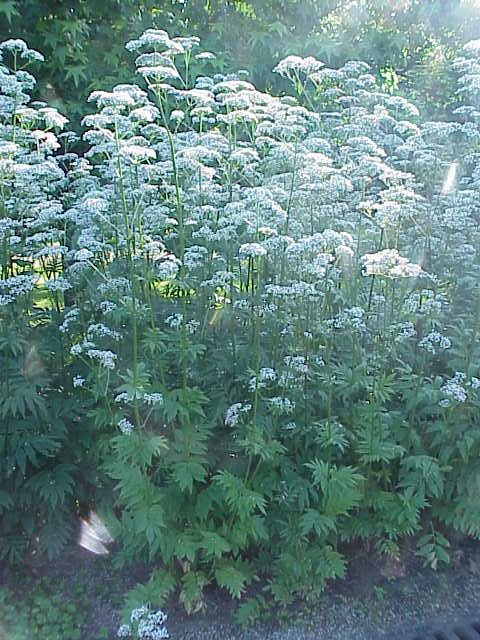